# D'Albedyhll
d'Albedyhll var en italiensk uradlig ätt som kom till Livland på 1300-talet med ordensriddarna. Den äldste kända stamfadern är Johan Albedyl (död 1473) i Sarrenhof, Maria Magdalena församling i Dorpats län. Under 1600-talet inflyttade flera grenar av ätten till Sverige, där en gren skrev sig von Albedyl. Till denna hörde Henrik Otto von Albedyl (1666-1738) som 1717 blev generallöjtnant i infanteriet och 1720 friherre. Hans farbrors sonson Christer Henrik d'Albedyhll (1679-1750) tillhörde Karl XII:s drabantkår, blev 1717 generalmajor i kavalleriet och var 1736-47 landshövding i Östergötland samt blev 1720 friherre d'Albedhyhll (utslocknad 1940). En sonson till den sistnämnde var diplomaten Gustaf d'Albedyhll (1758-1819).